# Hann (Alone)
Hann (Alone) (кор. 한(一); (с англ. — «В Одиночестве»; стилизуется как HANN) — сингл южнокорейской гёрл-группы (G)I-DLE. Сингл был выпущен
14 августа 2018 года Cube Entertainment в качестве цифрового сингла. Клип на песню также был выпущен 14 августа.

## Создание
Песня была написана участницей группы Соён, а спродюсировал песню Yummy Tone. Billboard описал песню как «ползучую» танцевальную поп-песню, построенную на гладких струнах, эхом гармоний и ярких, жестяных ударных звуков. В текстах говорится о попытках забыть прошлого возлюбленного.

## Релиз
Песня была выпущена как цифровой сингл 14 августа 2018 года через несколько музыкальных порталов, включая MelOn и iTunes.

## Коммерческий успех
«Hann» дебютировал на 14 строчке в цифровом чарте Gaon на неделе, закончившейся 18 августа, и достиг пика на 8 строчке на следующей неделе. Он также дебютировал на 20 строчке в Billboard Korea’s Kpop Hot 100 на неделе, закончившейся 19 августа, и достиг пика на 10 строчке в четвертой неделе.
Он также дебютировал на 2 строчке в США Billboard World Digital Songs, с более чем 1000 проданных копий и попав на новый пик в чарте.
Песня была размещена на 23 строчке в августе 2018 года.
«Hann» занимает 77 место на Bugs 2018 Year End Top 100 и занимает № 3 в 20 лучших песен K-pop Dazed 2018.

## Видеоклип
Клип был выпущен вместе с синглом 14 августа. За 12 часов видео превысило 2 миллиона просмотров на YouTube.

## Критика
| Критик/Публицист | Лист                                  | Ранг | Ссылка |
| ---------------- | ------------------------------------- | ---- | ------ |
| Dazed            | The 20 best K-pop songs of 2018       | 3    | [ 10 ] |
| JawaPos          | 9 K-Pop Songs Popular Throughout 2018 | 3    | [ 11 ] |
| The Young Folks  | The 20 Best K-Pop Singles of 2018     | 20   | [ 12 ] |
| KultScene        | 25 Best K-pop Songs Of 2018           | 18   | [ 13 ] |

| Программа                 | Дата             | Ссылка |
| ------------------------- | ---------------- | ------ |
| Show Champion (MBC Music) | 29 августа, 2018 | [ 14 ] |
| The Show (SBS MTV)        | 4 сентября, 2018 | [ 15 ] |
| M Countdown (Mnet)        | 6 сентября, 2018 | [ 16 ] |

## Чарты
| Чарты (2018)                            | Пиковые позиции в чартах |
| --------------------------------------- | ------------------------ |
| New Zealand Hot Singles (RMNZ)          | 39                       |
| Singapore (RIAS)                        | 24                       |
| South Korea (Gaon Digital Chart)        | 8                        |
| South Korea (Kpop Hot 100)              | 10                       |
| US World Digital Song Sales (Billboard) | 2                        |